# Penisola di Keweenaw
La penisola di Keweenaw (pronunciato /ˈkiːwənɔː/, letteralmente "keywinawe") è la parte più settentrionale della penisola superiore del Michigan. Si proietta nel lago Superiore ed è stata, verso la metà del XIX secolo, la zona nella quale è scoppiato il boom del rame. Inizialmente si pensava che l'intera penisola superiore fosse sterile, inutilizzabile e inutile (era infatti la "ricompensa" al Michigan se avesse dato la Striscia di Toledo all'Ohio nella guerra di Toledo), ma poi dimostrò possedere una vasta gamma geomorfologica. La penisola è arrivata in breve tempo a essere il territorio maggior produttore di rame degli Stati Uniti d'America.
Le maggiori industrie sono quelle della lavorazione del legname e il turismo è molto sviluppato, inoltre vi sono presenti l'Università tecnologica del Michigan e l'Università di Finlandia. La parte settentrionale della penisola è chiamata isola di Copper (o, secondo gli immigrati finlandesi, "Kuparisaari"), termine sempre più diffuso. L'isola di Copper è separata dal resto della penisola superiore dal fiume Keweenaw, un corso d'acqua naturale creatosi verso il 1860 che separò le città di Houghton (sulla riva meridionale) e di Hancock (sulla riva settentrionale).
Attorno all'isola di Copper si può eseguire un percorso navigabile, chiamato Keweenaw Water Trail. Il percorso è lungo quasi 200 chilometri e può essere eseguito con una piccola imbarcazione dai cinque ai dieci giorni, a seconda delle condizioni atmosferiche.

## Galleria d'immagini

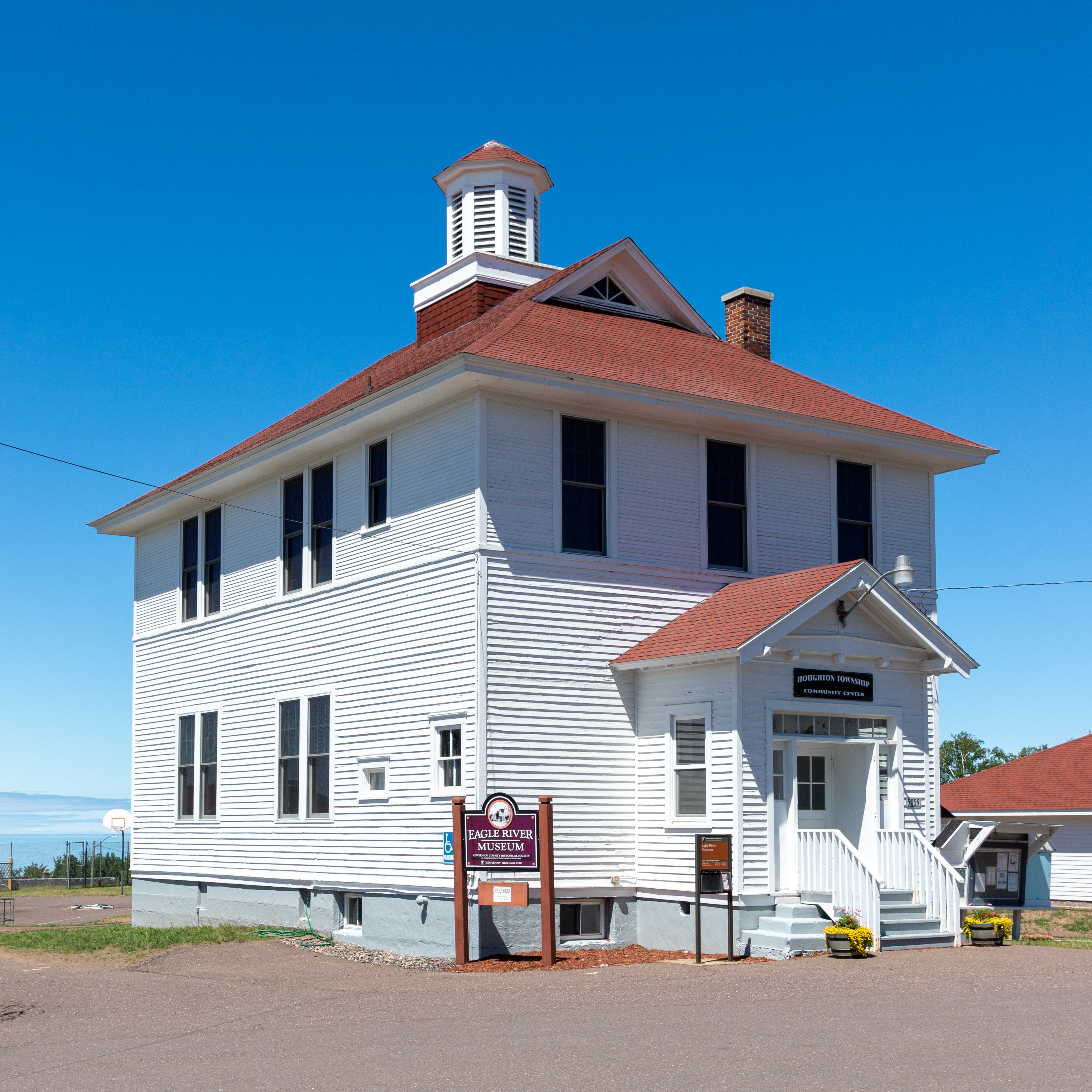
Centro comunitario a Eagle River
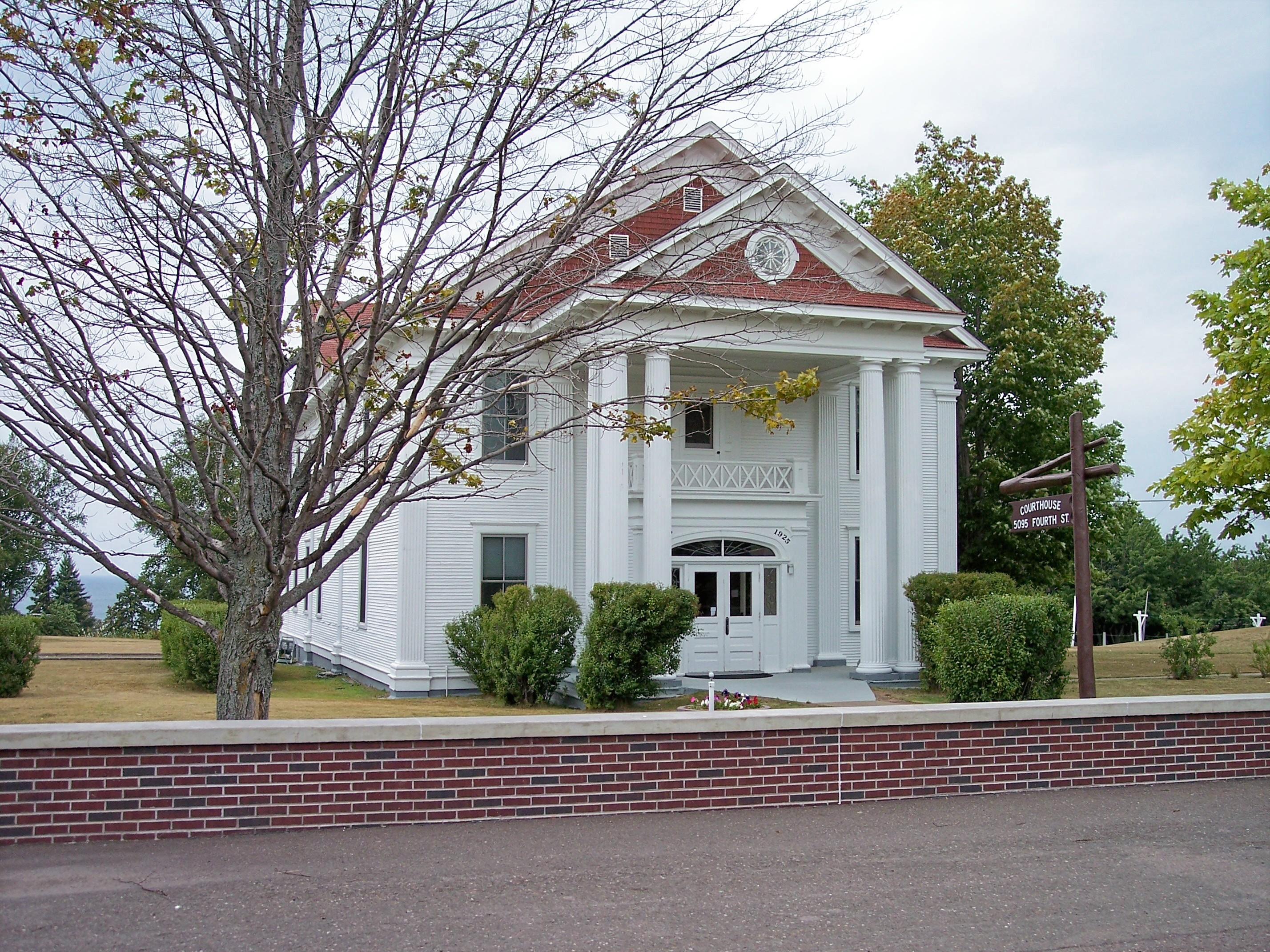
Municipio della Contea di Keweenaw, a Eagle River
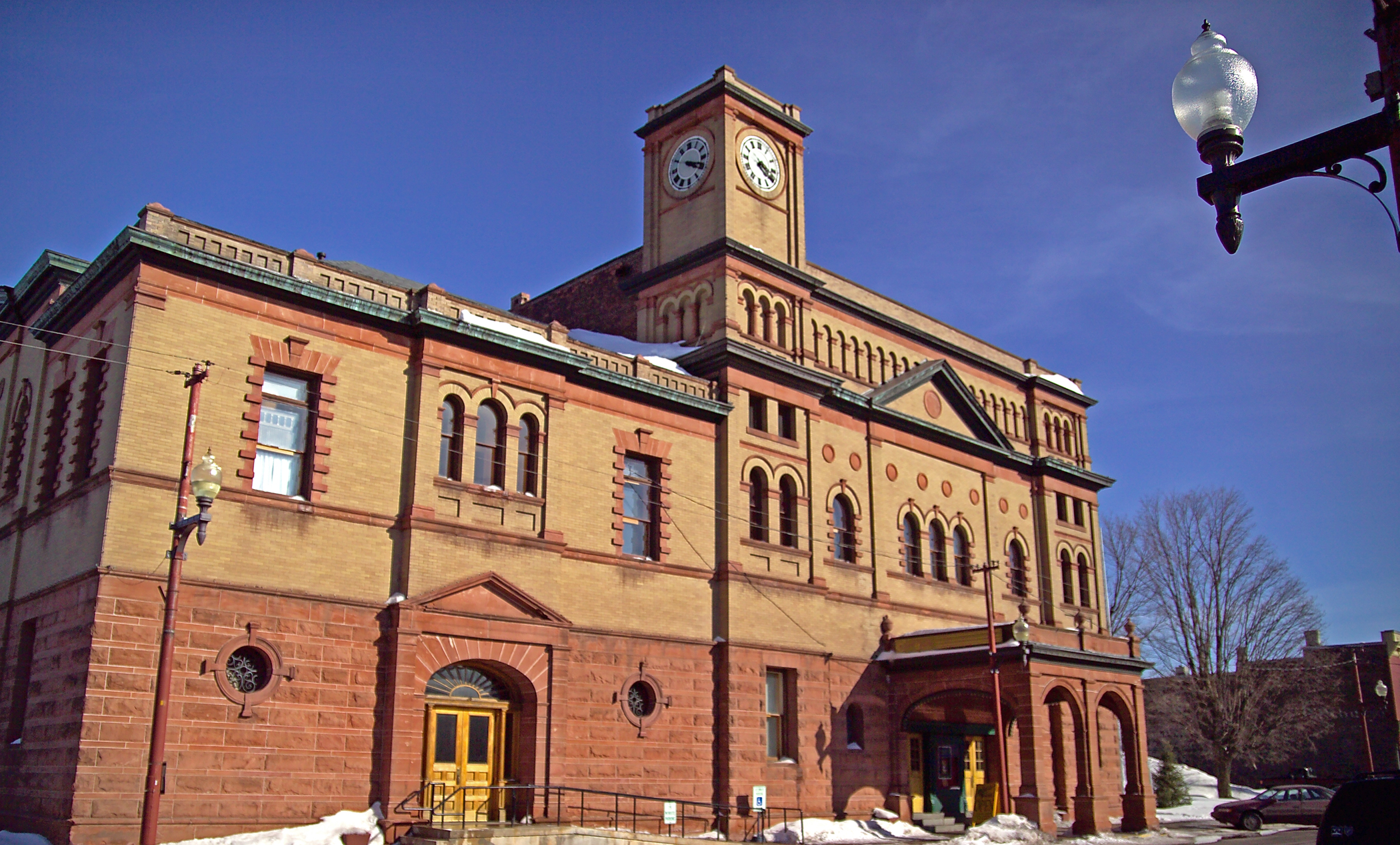
Teatro di Calumet
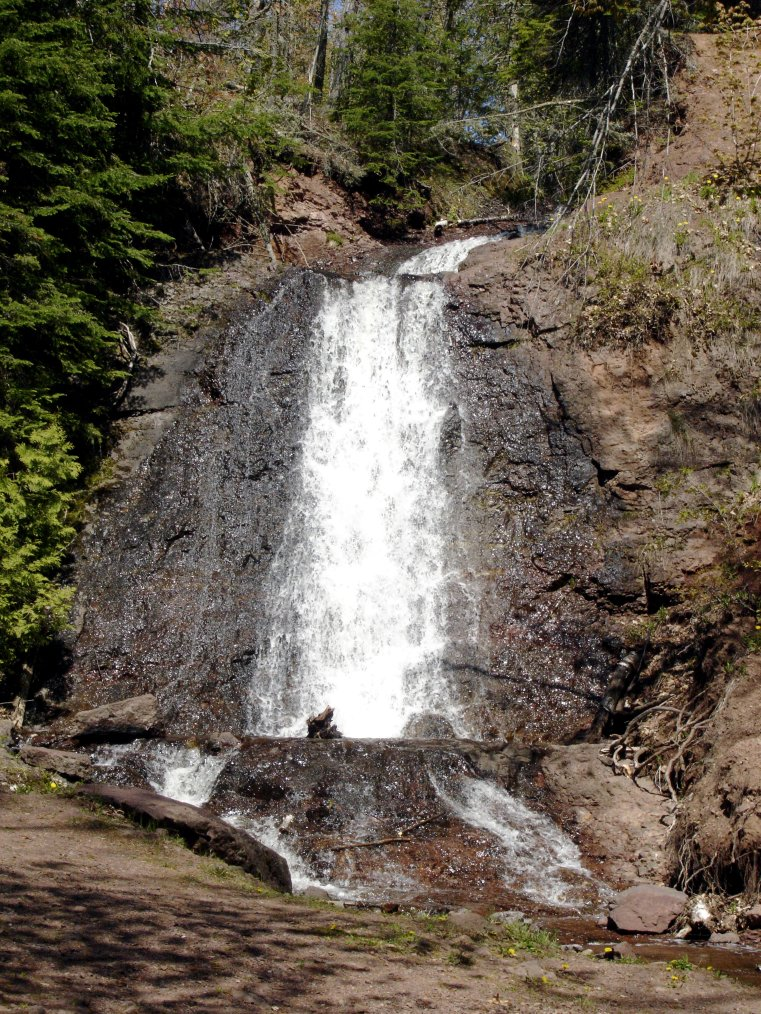
Cascata di Haven, a Lac La Belle